# 94e division d'infanterie (États-Unis)
Pour les articles homonymes, voir 94e division.
La 94e division d'infanterie de l'armée des États-Unis était une unité de l'armée des États-Unis lors de la Première Guerre mondiale, et fait partie de l'Armée de réserve des États-Unis de 1921 à 1942. Elle devient une unité active lors de la Seconde Guerre mondiale. De 1956 à 1963, elle fait partie de l'Armée de réserve des États-Unis.

### Sources
- (en) Cet article est partiellement ou en totalité issu de l’article de Wikipédia en anglais intitulé « 94th Infantry Division (United States) » (voir la liste des auteurs).